# Максиміліан Роде

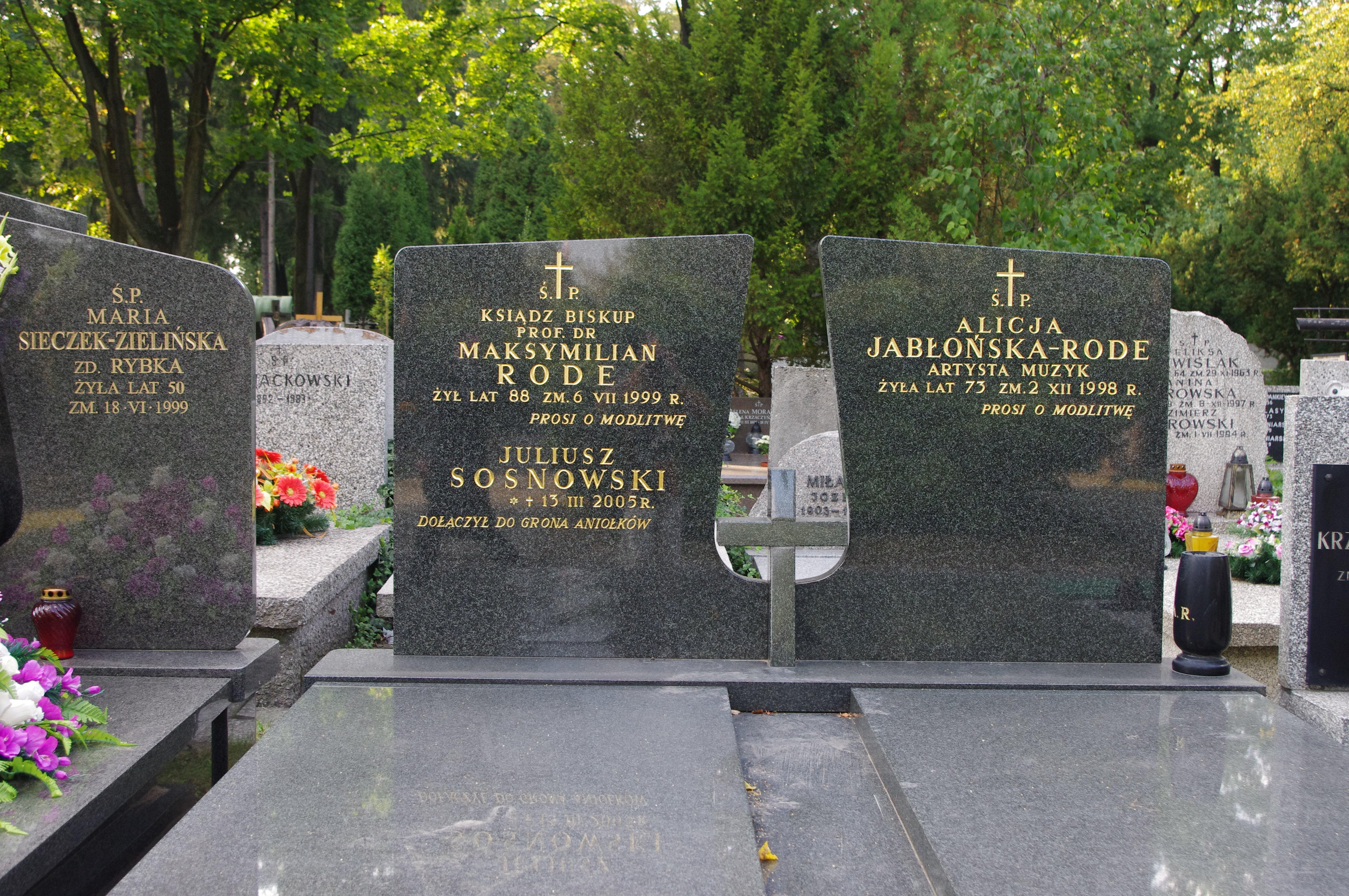
Гроб єпископа Максиміліана Роде і артистки Аліси Яблонської-Роде на Військовому Кладовищі на Повозках

Максиміліан Роде (пол. Maksymilian Rode) (13.09.1911, Рогозин Великопольський - 06.07.1999, Варшава) – Архієпископ Польської Католицької Церкви в 1959–1965, також священник, професор Християнської Теологічної Академії в Варшаві, публіцист, суспільний діяч.